# Jens Lehmann (futbolista)
Jens Gerhard Lehmann (Essen, 10 de noviembre de 1969) es un exfutbolista alemán. Jugaba en la posición de portero y su último club fue el Arsenal de la Premier League de Inglaterra. Fue también internacional con la selección de fútbol de Alemania. Es considerado uno de los mejores porteros de su generación.
Inició su carrera profesional en 1989 en el FC Schalke 04 en la Segunda Liga y en 1991 fue promovido a la Primera División de la Bundesliga. En sus diez años con el Schalke fue el portero titular indiscutible y llevó al equipo a ganar la Copa UEFA de 1997. Al siguiente año dejó el Schalke 04 para unirse al AC Milan en Italia, donde perdió su posición titular luego de tan solo unos partidos y regresó a Alemania con el Borussia Dortmund en la transferencia de invierno.
En 2002 ganó el Campeonato Alemán con el Dortmund, antes de firmar en 2003 con el Arsenal en Inglaterra, equipo con el cual ganó también el campeonato de la Liga en apenas su primer año con el equipo. Gracias a su desempeño en sus primeros tres años en la Premier League, pudo hacerse con la posición de primer arquero de la selección alemana, justo antes de la Copa Mundial de Fútbol de 2006. Asimismo, mantuvo su titularidad en la portería alemana en la Eurocopa 2008, celebrada en Austria y Suiza.

## Trayectoria

### Primeros años
Comenzó a jugar fútbol a la edad de los cuatro años y fue miembro del DJK Heisingen a los siete. Sin embargo, no empezó jugando en la posición de portero, sino como atacante. Desde 1978 hasta 1987 jugó, entre otros, con Oliver Bierhoff en el ETB Scwarz-Weiss Essen, como arquero exclusivamente. Con el equipo juvenil B llegó al segundo lugar del Campeonato Alemán.

### F. C. Schalke 04 (1987-1998)
Luego de sus logros con el club tradicional de Essen, Lehmann atrajo la atención de los equipos profesionales y a pesar de que tan solo había jugado una vez con una selección de equipos locales, firmó un contrato con el Schalke 04 a la edad de 17. Después de jugar por un año con el equipo A juvenil del Schalke, fue promovido al primer equipo, el cual había sido recién relegado a la Segunda Liga.
En la temporada 1988-89 Lehmann dio rápidamente el siguiente paso, como primer portero interino luego que el Schalke peligrara con ser relegado inclusive de la Segunda Liga. Pero después de que el mismo Lehmann cometiera un par de errores, mientras que al mismo tiempo culminaba sus estudios de Nivel A en la Secundaria, tuvo que regresar al banco de suplentes. No obstante, logró jugar en 13 partidos en su primer año como jugador profesional y ayudó a prevenir el paso del Schalke a la liga Amateur. En su segunda temporada con este equipo finalmente logró hacerse con la camiseta del número uno y en su tercer año, el Schalke consiguió pasar nuevamente a la Primera División con Lehmann concediendo tan solo 25 goles en 34 partidos.
En su primera temporada en la Bundesliga, Lehmann se mantuvo como el número uno indiscutido en la portería del Schalke, el cual terminó en el puesto 11 de la tabla en la temporada 1991-92, a pesar de haber luchado por un tiempo en los puestos para participar en la Copa UEFA. En la temporada 1992-93 Jens Lehmann sufrió un revés en su ya bastante avanzada carrera cuando tuvo una ruptura del ligamento cruzado (meniscos) y de la cápsula en el tobillo izquierdo, lo que prácticamente puso en peligro toda su carrera. Pasó casi un año y Lehmann regresó el sexto día de la siguiente temporada a la arquería del Schalke, no obstante, ni él ni el equipo pudieron retomar la forma de los años anteriores, llegando a su punto mínimo cuando en el partido número 12 de la temporada 1993-94 contra Leverkusen Lehmann ya había concedido tres goles en 27 minutos. Los hinchas del Schalke vehementemente pedían por su cambio en el juego. El nuevo técnico del equipo en efecto lo sustituyó en la segunda mitad del encuentro con Holger Gehrke, quién jugó los restantes 34 minutos concediendo dos goles más. El mismo Lehmann no vio como se desarrolló el resto del segundo tiempo dado que ya había dejado el estadio de Leverkusen, tomando el tren público. A partir de la jornada 21 de la temporada, Lehmann recobró su lugar como número uno (el Schalke aún se encontraba en los puestos de descenso) y se convirtió en una garantía para el éxito de su equipo en las semanas que siguieron, ganando 20 puntos en los siguientes 9 partidos, en los cuales Lehmann tan solo permitió cinco goles, y por lo tanto permanecieron en la primera división.
En la temporada 1994-95 Lehmann se mantuvo como el indiscutible portero titular del Schalke 04 y solamente se ausentó en dos partidos de la Bundesliga en los siguientes cuatro años. Asimismo, el club continuó su ascenso futbolístico internacionalmente. En la temporada 1994-95 consiguieron quedarse en la primera división cómodamente y en los siguientes años el Schalke fue conocido por su gran defensa que trabajaba alrededor de Jens Lehmann, permitiendo la menor cantidad de goles en toda la Bundesliga, 36 en total, en la temporada 1995-96, a la vez que consiguieron la mejor posición en la tabla después de casi 20 años, terminando en el tercer lugar. En la temporada 1996-97 Schalke alcanzó el mayor éxito en la historia del club ganando la Copa UEFA gracias al penal salvado por Lehmann contra Iván Zamorano del Inter de Milán en la tanda de penales del segundo partido de la final. En las rondas finales Lehmann no concedió goles en casa. Por otro lado, el equipo (apodados en Alemania después de esa final los Eurofighters) fue menos exitoso en la Bundesliga, ya que a pesar de tener la segunda mejor defensa de la liga, no pudieron anotar los goles suficientes para poder avanzar más allá del puesto 12 de la tabla. Sin embargo, Schalke jugó en la Copa UEFA del año siguiente para defender el título. Llegaron hasta los cuartos de final, siendo derrotados por el Inter de Milán por un estrecho margen como revancha por la final del año anterior.  En la Bundesliga al Schalke le anotaron 32 veces en 34 juegos y finalizaron 5.os en la tabla. Lo que les permitió clasificar nuevamente a juegos internacionales. En la jornada 12 de la temporada, contra el Borussia Dortmund, Lehmann se convirtió en el primer portero de la Bundesliga en anotar un gol en una jugada abierta.

### A. C. Milan (1998)
Después de haber sido uno de los jugadores más importantes para el Schalke 04 por 10 años, y de haber jugado un gran papel en el proceso de llevar al equipo de la segunda Liga a la Bundesliga, con inclusive ambiciones internacionales, Lehmann, quien ya contaba con 28 años, hizo el siguiente paso de su carrera y firmó un contrato de 3 años con un equipo grande, el AC Milan (uniéndose a Christian Ziege y Oliver Bierhoff, también alemanes), en julio de 1998. Siendo establecido como el primer portero, Lehmann luego tuvo que hacer espacio para el arquero sustituto Sebastiano Rossi, luego de un par de partidos debido a la crítica negativa. De igual manera él estaba en desacuerdo en cuanto a los métodos de entrenamiento con su entrenador de arqueros y no se sentía cómodo con la forma de preparación. En octubre de 1998 Lehmann tuvo una nueva oportunidad pero fue sustituido después de 27 minutos de juego al conceder un gol y provocar un penal. Su sustituto Rossi salvó dicho penal y finalmente se ganó la titularidad del Milan. Al mismo tiempo, Erich Ribbek, entrenador para entonces de la Selección de Alemania, añadió presión en Lehmann al advertirle que no podría convocarlo más si no era el primer arquero en el Milan. A finales de ese año los rumores de que Lehmann dejaría el club para regresar antes de tiempo a la Bundesliga y jugar con el Borussia Dortmund ya se hacían más fuertes.
El 24 de diciembre de 1998 el trato estaba firmado y Lehmann se unió al Dortmund por 7 millones de marcos alemanes (actualmente unos 3,5 millones de euros). El club, que para el momento se encontraba en el puesto 5 de la tabla, firmó a Lehmann como el sucesor de Stefan Klos, quien se había retirado en el receso de invierno luego de ser el arquero titular por siete años y medio. Lehmann, a su salida del Milan, comentó: “No lo puedo aguantar más. No estoy dispuesto a vivir una fatal existencia como sustituto de Rossi”. Milan ganó el Campeonato Italiano sin Lehmann esa temporada, y a pesar de ello este se convierte en el primer profesional alemán en ganar Campeonatos en tres grandes ligas europeas.

### Borussia Dortmund (1998-2003)
Dado que Lehmann había jugado para el Schalke 04 por mucho tiempo, este no fue recibido de manera muy amigable por parte de algunos en el Dortmund, club rival del Schalke. Lehmann tuvo la oportunidad de acallar esas voces jugando en muy buena forma y contribuyendo en los 4 juegos en los que el Dortmund no perdió en la ronda clasificatoria de la UEFA Champions League. Su única falla en su primera temporada con este equipo fue en la fecha 25 contra el Hansa Rostock cuando en el minuto 90 tomó por los cabellos al capitán Timo Lange, por lo cual fue expulsado por primera vez en su carrera en la Liga Nacional Alemana. Fue suspendido por tres partidos y a su regreso, en la fecha 30, se enfrentó con su exequipo el Schalke en el juego de vuelta, en donde sus antiguos hinchas le abuchearon durante los 90 minutos que duró el partido y lo tildaron de traidor. En los últimos cinco partidos de la temporada Lehmann permitió sólo cuatro goles y el Dortmund saltó al cuarto lugar de la tabla el último día de la Liga, lo que les permitió su pase a los clasificatorios de la Champions.
En las temporadas siguientes, Lehmann proporcionó algunas turbulencias, como consecuencia de su duelo con Oliver Kahn por el puesto titular en la Selección Alemana. No obstante, Lehmann jugó convincentemente y permitió 13 goles en los primeros 17 juegos de la temporada. Asimismo, en la Copa Europea fue indiscutible y ayudó a que el Dortmund, después de su salida prematura de la Champions, pudiera mantenerse en la Copa UEFA.
Después de que el equipo perdiera el partido fuera de casa de la 3.ª ronda contra los Rangers de Glasgow con un 0:2, Lehmann ayudó a conseguir un 2:0 en la vuelta y atrapó tres penales consecutivamente llevando así a su equipo a los octavos de final de la competencia. Por otro lado, la segunda parte de esa temporada fue negativa para Lehmann que no sólo cayó junto con el Dortmund a la mitad de la tabla, sino que también en la fecha 24 fue expulsado. En las semanas previas su puesto en la portería del Dortmund estaba siendo cuestionado debido a algunos errores.
Sin él, el Dortmund en los siguientes tres juegos tuvo que aceptar la derrota, cayendo en la zona de descenso. Al final de la temporada estaban en el puesto 11. Ya para ese momento estaba claro que Lehmann continuaría con el Dortmund en la siguiente temporada 2000-01, a pesar de que en la mitad del último año él mismo había solicitado tres veces su cambio (en las conversaciones estaba, entre cosas, su regreso al Schalke 04).
La temporada 2000-01 pasó rápidamente y sin nada destacable; sólo aumentaron sus tarjetas amarillas. Sin embargo, en los 31 encuentros en los que participó aceptó 40 goles y el Dortmund se colocó en el tercer lugar de la tabla al final de la temporada, regresando así a los encuentros internacionales.
La temporada 2001-02 trajo para el Dortmund y para Lehmann mejores cosas. Con logros sólidos y una defensa bien parada, en la primera mitad de la temporada permitieron sólo 10 goles; para el receso de invierno ocupaban el segundo lugar de la Bundesliga con los mismos puntos que los líderes Bayer Leverkusen. Internacionalmente fueron eliminados en la UEFA Champions League pero lograron pasar a la Copa UEFA. En la segunda mitad de la temporada el Dortmund seguía en la lucha con el Leverkusen; para Lehmann los últimos partidos estuvieron llenos de sucesos, especialmente la fecha 27 en el triunfo ante el Freiburg, cuando cometió una falta contra el mediocampista Soumaila Coulibaly, lo que le costó una suspensión de cuatro partidos. En las semanas previas había aparecido en los titulares por su enfrentamiento con el atacante del Leverkusen Ulf Kirsten, y un pequeño codazo (un mero empujón realmente) contra Giovane Élber del Bayern Múnich. Lehmann pudo jugar en la final de la Copa UEFA. En la Bundesliga se reincorporó al equipo en la fecha 31, ganando los tres últimos partidos de la campaña. Esto le permitió disputar con el Leverkusen el partido que definiría el campeonato de la liga para luego celebrar lo que sería su primera vez como Campeón Alemán. En la final de la Copa UEFA Lehmann y su equipo no pudieron alcanzar la victoria en ese juego disputado ante el Feyenoord de Róterdam, que tuvo como marcador final un amargo 2:3. Unas semanas antes de finalizada la temporada, Lehmann había extendido su contrato con el Dortmund hasta el 2004.
La temporada 2002-03 no fue tan exitosa para el Dortmund como la anterior, debido a que el club tuvo que pelear una y otra vez con muchas lesiones. No obstante el equipo culminó en el segundo lugar de la tabla para el receso de invierno, gracias en gran parte a la defensa y a Lehmann que tan sólo había recibido 13 goles en 17 encuentros. En cuanto a los titulares, este fue notable solamente en dos ocasiones, en la fecha 12 por haber criticado abiertamente al árbitro, y en la fecha 22 por haber discutido en pleno partido con su compañero de equipo, Márcio Amoroso. En la Liga de Campeones, el Dortmund había conseguido pasar a la siguiente ronda después de mucho tiempo, llegando hasta los cuartos de final. La fecha 26 sería el último día de juego en la Bundesliga para Lehmann debido a una lesión en el muslo que contrajo en un entrenamiento. Con toda seguridad, Lehmann había iniciado la temporada 2003-04 como el arquero titular del Borussia, pero debido a la aún escasa receptividad por parte de algunos fanáticos (que aún no perdonaban que él hubiera jugado con el Schalke), así como el hecho de que había llegado Roman Weidenfeller como su competidor al equipo, el jugador de 33 años comenzó nuevamente a pensar en la posibilidad de cambiar de sociedad. Sobre todo a una las mejores ligas de Europa, después de su intento fallido en Italia. Lehmann jugó su último partido con el Borussia Dortmund en la semifinal de la Liga de la Copa (DFB-Pokal). Días después, el Arsenal de Londres concretaba las negociaciones de su pase con el Dortmund. Lehmann reemplazaría a David Seaman en el Arsenal, quién era a su vez el portero de la Selección de Inglaterra. El trato se cerró el 26 de julio de 2003 después que ambos clubes acordaran el pago de 3.5 millones de euros y el traspaso del portero suplente del Arsenal Guillaume Warmuz al Dortmund. Después de 129 partidos en la Bundesliga y 37 partidos internacionales, su capítulo del Borussia Dortmund había concluido finalmente.

### Arsenal F. C. (2003-2008)
En su primera temporada en Londres (2003-04), Lehmann jugó los 38 partidos de la campaña y mostró ser un importante apoyo para el equipo del Arsenal, que se mantuvo invicto y llegó a ser el campeón de la Liga Premier de Inglaterra con once puntos de ventaja. Al mismo tiempo, Lehmann recolectó solamente 26 goles. Después de haber sido una pieza importante para el pase de los londinenses a los Octavos de final de la Champions, tuvo que enfrentar críticas en el partido de vuelta de cuartos de final contra los rivales locales del Chelsea, al cometer un error que provocó la salida de su equipo de la competencia.
Para la mitad de la campaña 2004-05 Lehmann no jugó muy bien y por lo tanto no siguió siendo el número uno automático, siendo reemplazado en algunos partidos por el español Manuel Almunia. Sin embargo, Almunia cometió una serie de errores, lo que permitió que Lehmann recuperara su posición. Dada las especulaciones que comenzaron nuevamente al final de esa temporada, en las que se hablaba que el alemán sería cambiado en el verano, Lehmann se cimentó en su posición en la portería del Arsenal con una actuación de Mejor Hombre del Partido contra el Manchester United en la final de la FA Cup del 2005. Hizo varias importantes salvadas y también demostró que tiene una gran colocación y control de su área. Acciones cruciales que mantuvieron el 0-0 en tiempo extra. Luego definió el partido y la Copa cuando en la tanda de penales salvó el tiro de Paul Scholes, permitiendo que el Arsenal ganara con un 5-4. En los últimos 13 partidos de la temporada 2004-05 Lehmann permitió tan sólo 7 goles y ayudó en gran medida a que el Arsenal terminara la campaña como Vicecampeón inglés.
Lehmann tuvo un gran desempeño en la temporada 2005-06. Jugó en todos los partidos y permitió 31 goles en los 38 encuentros. Su participación número 100 con el Arsenal lo hizo contra el West Bromwich Albion el 15 de abril de 2006. Él fue un factor clave en la clasificación, por primera vez en la historia de los londinenses a la final de la UEFA Champions League; se convirtió en el líder de su equipo en esta competencia. El Arsenal impuso el récord en dicha competencia de más blanqueadas con diez, rompiendo el récord de siete que había impuesto el Milan un año antes. Lehmann mantuvo su portería invicta por 853 minutos en la Champions League, algo que ningún otro portero había logrado antes, sustituyendo el récord de Edwin van der Sar. Hasan Salihamidžić del Bayern Múnich había sido el último en anotar contra Lehmann, en el minuto 64 del partido de ida de los cuartos de final el 22 de marzo de 2005. Lehmann siguió sin recibir goles en el partido de vuelta y luego en otros siete juegos del Arsenal en la 2005-06 (Almunia jugó en los otros cinco partidos de la primera ronda). La portería invicta continuó en los Octavos de final contra el Real Madrid con una espectacular doble salvada contra Raúl, o la salvada contra David Beckham en el partido de vuelta en el Bernabeu, entre otras, y luego en la semifinal contra el Villareal, cuando salvó el penal de Juan Román Riquelme en el minuto 90. Luego Lehmann seguiría manteniendo su racha de no permitir goles a pesar de su controversial salida de la Final de la Champions contra el FC Barcelona; fue expulsado en el minuto 18 cuando quiso prevenir un gol saliendo de su área a enfrentar al camerunés Samuel Eto'o, quien se le había escapado a todo el medio campo y a la defensa del Arsenal, derrumbándolo. Esto lo convirtió en el primer jugador y arquero de la historia de la Champions League que veía una tarjeta roja en la final. No obstante, esto no fue obstáculo para que Jens Lehmann fuera nombrado en agosto del 2006 el “Portero del Año de la UEFA” en la temporada 2005-06.
Su extraordinaria racha sin goles la terminó Boubacar Sanogo del Hamburgo S.V. el 13 de septiembre de 2006 en el minuto 89, en el primer partido de la primera ronda de la temporada 2006-07 de la Champions League.
El contrato de Lehmann con el Arsenal finalizaba en el verano del 2007, y durante la temporada 2006-07 hubo mucha especulación. Sin embargo, el 26 de abril de 2007 se reportó que había firmado una extensión de su contrato por un año, lo que lo mantendría en el club hasta el 2008.
En el primer partido de la temporada 2007-08 Lehmann cometió un serio error después de 52 segundos de juego, permitiendo que David Healy anotara para el Fulham. Sin embargo, la falta de Lehmann se vio disminuida con la victoria de 2-1 del Arsenal finalmente, además de que el mismo Lehmann hizo unas cuantas salvadas que lo redimieron; en su segundo partido de la liga contra el Blackburn Rovers dejó ir entre sus manos un disparó de David Dunn que permitió que el Balckburn empatara 1-1 el encuentro. El 24 de agosto la BBC reportó que había regresado a Alemania para someter a tratamiento una lesión en el tendón de Aquiles, que se le había producido durante el juego amistoso entre Alemania e Inglaterra, lo que significó que Manuel Almunia tomara su lugar para el tercer partido de la campaña del Arsenal. El español jugó algunos partidos sin cometer errores y con esto luchó por mantener su lugar como el titular del equipo de Londres, a pesar de algunos traspiés notables que hizo después de la recuperación de Lehmann. El internacional alemán tuvo que esperar cerca de cuatro meses para volver a estar presente en el equipo titular del Arsenal, cuando jugó contra el Steaua de Bucarest en la etapa de grupos de la Champions League. Aproximadamente un mes después jugó en lo que era apenas su quinto partido de la temporada contra el Burnley en la tercera ronda de la Copa FA; el tercer portero Łukasz Fabiański jugaba los partidos de la Copa de la Liga (Carling Cup). Lehmann había expresado su frustración por ser el número dos detrás de Almunia ya que esto podía costarle su puesto de cancerbero titular en la Selección de Alemania para la Euro 2008, lo que lo llevó a dudar sobre su futuro en el club. Pese a ello, el mánager Arsène Wenger describió la actitud de Lehmann durante este período como “super-profesional”.
El 26 de enero de 2008, Lehmann hizo su aparición en el segundo partido de la FA Cup de la temporada para el Arsenal, obteniendo su segundo partido consecutivo sin permitir goles y los londinenses ganaron 3-0 al Newcastle United. El mánager Arsène Wenger más tarde le prometió a Lehmann que si seguía en el Arsenal, este jugaría todos los encuentros de la FA Cup. El 29 de enero de 2008, Lehmann manifestó que se quedaría con el Arsenal hasta que se terminara su contrato al final de la temporada, después de que se había rumorado mucho de un regreso a su antiguo club, el Borussia Dortmund. Lehmann dio sus razones basándose en su buena relación con los hinchas londinenses, con los jugadores, además de razones familiares que esbozó en una entrevista para el canal alemán ZDF, como el no querer cambiar de ciudad a sus hijos en pleno año escolar ni dejar toda la responsabilidad a su esposa, así como también su posibilidad de aún ganar algún trofeo con el club cañonero; bajo el pensamiento de que “no habría tenido esta oportunidad en ninguna otra parte”. El 2 de febrero de 2008 a consecuencia de una lesión de Almunia, Lehmann regresó a la portería del Arsenal en la Premiership para un juego contra el Manchester City fuera de casa, cinco meses después de su último partido en la Liga; el Arsenal ganó 3-1. Almunia se resfrió inmediatamente después de la lesión, por lo que Lehmann permaneció en la portería en los siguientes tres choques en el mes de febrero, incluyendo el partido de ida de los octavos de final de la Champions League contra el AC Milan, dónde hizo una muy importante salvada contra Maldini, que significaría el 0-0, en los primeros minutos del primer tiempo. Igualmente jugó contra el Manchester United en la FA Cup, perdiendo 4-0.
A pesar de no estar como titular en el Arsenal, Lehmann fue incluido en las listas hecha por algunos expertos del fútbol en Brasil como uno de los mejores porteros activos.
Lehmann jugó nuevamente como titular a principios de abril de 2008, debido a otra lesión de Almunia, en el enfrentamiento contra el Manchester United en Old Trafford el 13 de abril de ese año. El Arsenal perdió 2-1, y sin embargo Lehmann fue nombrado el Hombre del Partido por demostrar que aún estaba en gran forma a pesar del tiempo sin jugar, como por ejemplo en salvadas contra Wayne Rooney, estirando su pierna hacia atrás y desviando la pelota con la punta de su zapato, y contra Cristiano Ronaldo. Había especulaciones acerca de si esa sería su última participación con el Arsenal, pero el 18 de abril de 2008 Arsène Wenger confirmó que Almunia seguía estando fuera y Lehmann jugaría en el partido en casa del día siguiente contra el Reading, en el que el Arsenal ganó 2-0. En la siguiente fecha Łukasz Fabiański debutó en la Premier League contra el Derby County y Almunia regresó al banco ese día. Lehmann hizo otra aparición y fue traído como substituto de Fabianski en los últimos 20 minutos del partido contra el Everton el 4 de mayo de ese año, el cual era el último partido de la temporada del Arsenal en casa. Le dieron una ovación de pie en el pitazo final mientras él hacía reverencias y aplaudía a los hinchas. Más tarde ese mismo día, Wenger confirmaba que ese había sido el partido de despedida de Lehmann.

### VfB Stuttgart (2008-2010)
El 3 de junio de 2008 se anunció que Lehmann jugaría la temporada 2008-09 para el VfB Stuttgart en la Bundesliga. Se incorporó al equipo en la pretemporada el 24 de julio de 2008 e hizo su debut con el club el 30 de julio en un amistoso contra su exequipo del Arsenal. Su debut en competiciones fue el 10 de agosto en la primera ronda de la Copa Alemana (DFB-Pokal), con una victoria de 5-0 sobre el FC Hansa Lüneberg, y su debut en la Bundesliga una semana después fue en la victoria por 3-1 de su equipo contra el Borussia Mönchengladbach.
El 3 de abril de 2009 Lehmann extendió su contrato con el Stuttgart hasta el verano del 2010 y anunció el 18 de agosto de 2009 que se retiraría del fútbol profesional el 30 de junio de 2010.
Lehmann ha sido consistente en sus dos últimas temporadas con el Stuttgart. Tres días antes de cumplir los 40 años fue considerado el jugador de la Semana y el Portero de la fecha 12, al demostrar gran control e impresionantes reflejos en todo el partido, especialmente en dos salvadas consecutivas en menos de 20 segundos contra el Borussia Mönchengladbach. De igual forma, ha estado rodeado de controversia en algunas ocasiones, al ser sancionado por su propio equipo con una suma de 40.000 euros (cifra récord para el club) luego que diera unas declaraciones públicas en las que pedía a los directivos del club mejores políticas de contratación de jugadores (en ese momento el Stuttgart atravesaba una de sus peores sequías goleadoras), criticaba la forma en que se habían deshecho de los servicios del exentrenador del equipo, Markus Babbel, y ponía en tela de juicio la manera en que el club había manejado la emboscada violenta que algunos ultras habían hecho al autobús que transportaba a los jugadores del Stuttgart antes del partido contra el Bochum el 5 de diciembre de 2009. Luego el 13 de diciembre recibió una tarjeta roja en el encuentro contra el Maguncia por una falta contra Bancè, quien había cometido una falta contra el propio Lehmann minutos antes sin ser penalizado por el árbitro. La expulsión de Lehmann estuvo acompañada de un penal que hizo que se empatara el juego y que el Stuttgart perdiera dos puntos.
En enero del 2010, a su regreso de la suspensión, Lehmann ha tenido intervenciones muy importantes que han contribuido con la racha ganadora que ha mantenido su equipo en la segunda mitad de la temporada, como lo hizo contra el Borussia Dortmund el 31 de enero, o contra el FC Colonia, dónde fue elegido Portero de la fecha 23. Al terminar la temporada 2009-10 se retiró como futbolista profesional.

### Arsenal F. C. (2011)
A pesar de su retiro en 2010, el 14 de marzo de 2011, se informó que Lehmann estaba en conversaciones para salir de su retiro, debido a una crisis de muchas lesiones en el Arsenal que les deja con sólo un portero en forma principal, Manuel Almunia. Lehmann también tenía previsto pasar seis semanas trabajando en las insignias de su entrenador en su antiguo club. Debido a la lesión del Arsenal reserva porteros Wojciech Szczęsny, Łukasz Fabiański y Vito Mannone, el 17 de marzo de 2011 Lehmann firmó por el Arsenal en un contrato de rodar hasta el final de la temporada. Lehmann fue suplente en el partido del Arsenal contra el West Bromwich Albion el 19 de marzo de 2011, pero a pesar de los informes periódicos que podría reemplazar al portero Manuel Almunia, debido a los malos resultados de este último. Lehmann hizo su primera aparición en las reservas del Arsenal de 29 de marzo de 2011 ante el Wigan Athletic el Arsenal perdió por 2-1.
El 10 de abril de 2011, Lehmann empezó con el primer equipo en un partido fuera de casa contra el Blackpool. Se vio obligado a iniciar el juego cuando Almunia se lesionó en el calentamiento. Esta fue su aparición número 200, ya que Arsenal ganó 3-1. Lehmann se convirtió en el jugador más viejo en jugar para el Arsenal en la Premier League, pero no el más viejo para jugar con los Gunners en todas las competiciones, un récord batido por Jock Rutherford. Su contrato con el Arsenal terminó en la final de la temporada, y luego se retiró de nuevo, esta vez de forma definitiva.

## Selección nacional

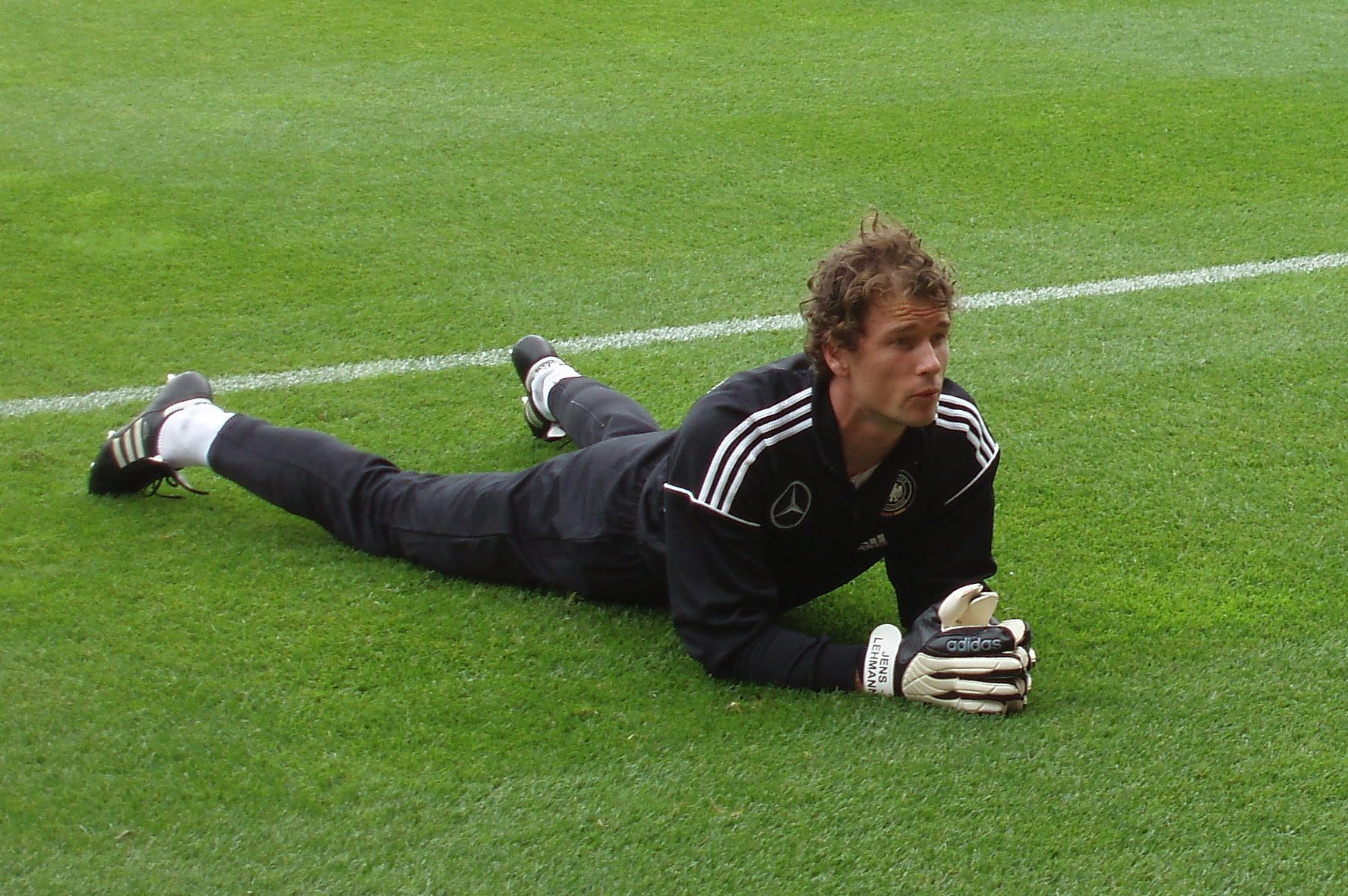
Jens Lehmann con la selección de fútbol de Alemania.

Hizo su debut con la selección de fútbol de Alemania el 18 de febrero de 1998 en Maskat, Omán, dónde los alemanes vencieron 2-0.
Jens Lehmann fue seleccionado alemán en la Copa Mundial de 1998, la Euro Copa de Naciones del 2000, el Mundial del 2002 y la Euro del 2004, sin haber jugado.
En el verano del 2004 Jürgen Klinsmann, nuevo entrenador de los alemanes, manifestó que no había un claro Número Uno en la arquería teutona y que rotaría a Kahn y a Lehmann en esa posición. Así se inició la intensa batalla mediática y de discusiones públicas por la portería de la Selección Alemana, previa al Mundial del 2006.
El 7 de abril de 2006, Klinsmann anunció finalmente su decisión a favor de Lehmann, cuyo equipo, el Arsenal de Londres, acababa de clasificarse a la semifinal de la Champions League después de jugar de manera muy positiva en ocho partidos sin conceder goles - en cinco de estos Lehmann estaba en la portería. Mientras tanto su competidor, Kahn enfrentaba algunas lesiones y cometía algunos errores. Klinsmann enfatizó sin embargo que los errores de Kahn no fueron determinantes a la hora de decidirse, sino que más bien había sido la filosofía de juego de Lehmann que había contado más, ya que este era más comunicativo con sus jugadores en el campo y era un jugador más adaptable.
Lehmann concedió dos goles en la inauguración de la Copa Mundial del 2006 en Alemania, ambos anotados por Paulo Wanchope de Costa Rica, aunque el país anfitrión ganó el encuentro con un marcador de 4-2. Lehmann jugó sólidamente en los siguientes tres partidos de la fase de grupos, sin conceder ningún gol, permitiendo que Alemania pasara invicto a la ronda de Octavos de final, donde vencieron a Suecia 2-0. La seguidilla de Lehmann sin goles fue interrumpida por Argentina el 30 de junio de 2006 en los cuartos de final, aunque su selección pudo empatar el marcador. Con esta acción ambos equipos se enfrentaron en tanda de penales, con Lehmann tapando crucialmente dos, contra Roberto Ayala y contra Esteban Cambiasso. Lehmann se lanzó hacia la dirección correcta en todos los penales cobrados, y casi atrapa un tercero. Mientras tanto, los alemanes convirtieron los cuatro penales necesarios para ganar. La proeza de Lehmann recibió la ayuda de las notas que le fueron suministradas, por parte del entrenador de porteros de Alemania Andreas Köpke, antes de los cobros desde el punto penal – una idea del jefe de scouts de Alemania, el suizo Urs Siegenthaler – y que conservó en su media derecha. Antes del último tiro de Cambiasso, Lehmann miró por largo tiempo el pedazo de papel, a pesar de que el nombre de Cambiasso no estaba allí. La historia alrededor del papelito de Lehmann se muestra en la película documental Deutschland. Ein Sommermärchen. Lehmann fue considerado un héroe por el público Alemán después de estas salvadas y recibió reconocimiento inclusive de su rival por mucho tiempo Oliver Kahn. Después del Mundial el famoso pedazo de papel fue subastado por la empresa EnBW por un total de un millón de euros. El dinero fue donado en su totalidad a la fundación Ein Herz für Kindern (Un Corazón para los Niños), que se encarga de encontrar curas para niños enfermos con cáncer. Actualmente el papel se encuentra en exhibición en el Museo de Historia de la ciudad de Bonn.
Italia fue el oponente de Alemania en la semifinal. Los italianos tuvieron las mejores oportunidades de anotar pero Lehmann hizo algunas salvadas espectaculares, incluyendo una en el tiempo extra dónde tuvo que abandonar su área chica para interceptar a Simone Perrotta, que se le había escapado a la defensa alemana, para despejar la pelota con sus puños, derribando al italiano mientras se encontraba aún en el aire. Sin embargo recibió dos goles en aproximadamente un minuto faltando segundos para el pitazo final de la prórroga, lo que le dio el pase a la final del Mundial 2006 a los italianos. Para el partido por el tercer lugar de la Copa del Mundo, Oliver Kahn recibió el honor de disputar el que sería su último partido con la selección de Alemania, idea respaldada por el propio Lehmann.
En agosto del 2006, Lehmann reveló que durante el Mundial había estado sufriendo de una lesión en el tobillo, la cual él afirmaba era resultado de utilizar diferentes zapatos a los que regularmente usaba en su club. Por años la Asociación Alemana de Fútbol (DFB) exigía a sus jugadores calzarse con zapatos hechos por Adidas, su principal patrocinador, la competencia de Nike, el patrocinador de Lehmann. Esto ha cambiado gracias a Lehmann y a muchos otros jugadores que protestaron, permitiendo ahora que cualquier jugador use otras marcas de zapato, y también de guantes en el caso de los porteros.
Dado que para principios del 2008 Lehmann estaba sentado en el banco del Arsenal al haber perdido su titularidad, empezaron a surgir las dudas acerca de si estaría en las mejores condiciones para jugar la Eurocopa de ese año. A pesar de la poca acción que tenía hasta ese momento, Lehmann pudo demostrar que el estar sentado en el banquillo del Arsenal no estaba afectando sus habilidades, como lo demostró en el partido contra Portugal en los cuartos de final y en la final contra España. Contra los Campeones españoles consiguió buenas críticas.
El 8 de agosto de 2008, Lehmann anunció su retiro del fútbol internacional. Tomó esta decisión después de una conversación de dos horas con Joachim Löw, entrenador de la Selección Alemana, y Andreas Köpke, entrenador de arqueros, manifestando que para ese momento no era capaz de garantizarles si continuaría jugando después de que finalizara su contrato con el Stuttgart en junio del 2009. El Director Técnico de los teutones se expresó de manera muy positiva sobre la carrera de Lehmann con la selección, resaltando su ejemplar actitud profesional. De igual manera, Lehmann estaba muy agradecido por el tiempo que pasó en la selección nacional y definió al Mundial 2006, uno de los mejores momentos de su carrera, como “fantástico” y “único”.
Lehmann mantiene el récord de la mayor serie sin permitir goles en contra para la selección nacional de Alemania. El cancerbero alemán rompió su propio récord en febrero del 2008 en la victoria por 3-0 en el amistoso contra Austria; la racha terminó con el empate 2-2 en el amistoso contra Bielorrusia. Lehmann conservó su arquería sin goles por 681 minutos. Asimismo, se mantuvo sin goles en 31 de los 61 partidos en los que disputó con la selección alemana. Único arquero alemán en poseer este récord igualmente.

### Participaciones en Copas del Mundo
| Copa              | Sede                | Resultado        | Partidos | Goles |
| ----------------- | ------------------- | ---------------- | -------- | ----- |
| Copa Mundial 1998 | Francia             | Cuartos de final | 0        | 0     |
| Copa Mundial 2002 | Corea del Sur Japón | Subcampeón       | 0        | 0     |
| Copa Mundial 2006 | Alemania            | Tercer lugar     | 6        | -5    |

### Participaciones en Eurocopas
| Copa          | Sede                   | Resultado    | Partidos | Goles |
| ------------- | ---------------------- | ------------ | -------- | ----- |
| Eurocopa 2000 | Bélgica · Países Bajos | Primera fase | 0        | 0     |
| Eurocopa 2004 | Portugal               | Primera fase | 0        | 0     |
| Eurocopa 2008 | Austria · Suiza        | Subcampeón   | 6        | -7    |

### Participaciones en Copa Confederaciones
| Copa                      | Sede     | Resultado    | Partidos | Goles |
| ------------------------- | -------- | ------------ | -------- | ----- |
| Copa Confederaciones 1999 | México   | Primera fase | 3        | -8    |
| Copa Confederaciones 2005 | Alemania | Tercer lugar | 2        | -3    |

## Estadísticas

### Clubes
| Club | Temporada     | Div.          | Liga  | Liga  | Copas nacionales(1) | Copas nacionales(1) | Copa de la Liga(2) | Copa de la Liga(2) | Torneos internacionales(3) | Torneos internacionales(3) | Otros(4) | Otros(4) | Total | Total |
| Club | Temporada     | Div.          | Part. | Goles | Part.               | Goles               | Part.              | Goles              | Part.                      | Goles                      | Part.    | Goles    | Part. | Goles |
| --- | ------------- | ------------- | ----- | ----- | ------------------- | ------------------- | ------------------ | ------------------ | -------------------------- | -------------------------- | -------- | -------- | ----- | ----- |
| F. C. Schalke 04 · Alemania | 1988-89       | 2.ª           | 13    | 0     | 3                   | 0                   | —                  | —                  | —                          | —                          | —        | —        | 16    | 0     |
| F. C. Schalke 04 · Alemania | 1989-90       | 2.ª           | 27    | 0     | 0                   | 0                   | —                  | —                  | —                          | —                          | —        | —        | 27    | 0     |
| F. C. Schalke 04 · Alemania | 1990-91       | 2.ª           | 34    | 0     | 1                   | 0                   | —                  | —                  | —                          | —                          | —        | —        | 35    | 0     |
| F. C. Schalke 04 · Alemania | 1991-92       | 1.ª           | 37    | 0     | 1                   | 0                   | —                  | —                  | —                          | —                          | —        | —        | 38    | 0     |
| F. C. Schalke 04 · Alemania | 1992-93       | 1.ª           | 8     | 0     | 2                   | 0                   | —                  | —                  | —                          | —                          | —        | —        | 10    | 0     |
| F. C. Schalke 04 · Alemania | 1993-94       | 1.ª           | 21    | 0     | 1                   | 0                   | —                  | —                  | —                          | —                          | —        | —        | 22    | 0     |
| F. C. Schalke 04 · Alemania | 1994-95       | 1.ª           | 34    | 1     | 4                   | 0                   | —                  | —                  | —                          | —                          | —        | —        | 38    | 1     |
| F. C. Schalke 04 · Alemania | 1995-96       | 1.ª           | 32    | 0     | 3                   | 0                   | —                  | —                  | —                          | —                          | —        | —        | 35    | 0     |
| F. C. Schalke 04 · Alemania | 1996-97       | 1.ª           | 34    | 0     | 2                   | 0                   | —                  | —                  | 12                         | 0                          | —        | —        | 48    | 0     |
| F. C. Schalke 04 · Alemania | 1997-98       | 1.ª           | 34    | 1     | 2                   | 0                   | —                  | —                  | 7                          | 0                          | —        | —        | 43    | 1     |
| F. C. Schalke 04 · Alemania | Total club    | Total club    | 274   | 2     | 19                  | 0                   | 0                  | 0                  | 19                         | 0                          | 0        | 0        | 312   | 2     |
| A. C. Milan · Italia | 1998-99       | 1.ª           | 5     | 0     | 1                   | 0                   | —                  | —                  | —                          | —                          | —        | —        | 6     | 0     |
| Borussia Dortmund · Alemania | 1998-99       | 1.ª           | 13    | 0     | 0                   | 0                   | —                  | —                  | —                          | —                          | —        | —        | 13    | 0     |
| Borussia Dortmund · Alemania | 1999-00       | 1.ª           | 31    | 0     | 0                   | 0                   | 2                  | 0                  | 12                         | 0                          | —        | —        | 45    | 0     |
| Borussia Dortmund · Alemania | 2000-01       | 1.ª           | 31    | 0     | 3                   | 0                   | —                  | —                  | —                          | —                          | —        | —        | 34    | 0     |
| Borussia Dortmund · Alemania | 2001-02       | 1.ª           | 30    | 0     | 0                   | 0                   | 2                  | 0                  | 17                         | 0                          | —        | —        | 49    | 0     |
| Borussia Dortmund · Alemania | 2002-03       | 1.ª           | 24    | 0     | 0                   | 0                   | 0                  | 0                  | 12                         | 0                          | —        | —        | 36    | 0     |
| Borussia Dortmund · Alemania | 2003-04       | 1.ª           | —     | —     | —                   | —                   | 2                  | 0                  | —                          | —                          | —        | —        | 2     | 0     |
| Borussia Dortmund · Alemania | Total club    | Total club    | 129   | 0     | 3                   | 0                   | 6                  | 0                  | 41                         | 0                          | 0        | 0        | 179   | 0     |
| Arsenal F. C. Inglaterra | 2003-04       | 1.ª           | 38    | 0     | 5                   | 0                   | 0                  | 0                  | 10                         | 0                          | 1        | 0        | 54    | 0     |
| Arsenal F. C. Inglaterra | 2004-05       | 1.ª           | 28    | 0     | 5                   | 0                   | 0                  | 0                  | 7                          | 0                          | 1        | 0        | 41    | 0     |
| Arsenal F. C. Inglaterra | 2005-06       | 1.ª           | 38    | 0     | 0                   | 0                   | 0                  | 0                  | 8                          | 0                          | 1        | 0        | 47    | 0     |
| Arsenal F. C. Inglaterra | 2006-07       | 1.ª           | 36    | 0     | 0                   | 0                   | 0                  | 0                  | 8                          | 0                          | —        | —        | 44    | 0     |
| Arsenal F. C. Inglaterra | 2007-08       | 1.ª           | 7     | 0     | 3                   | 0                   | 0                  | 0                  | 3                          | 0                          | —        | —        | 13    | 0     |
| Arsenal F. C. Inglaterra | Total club    | Total club    | 147   | 0     | 13                  | 0                   | 0                  | 0                  | 36                         | 0                          | 3        | 0        | 199   | 0     |
| VfB Stuttgart · Alemania | 2008-09       | 1.ª           | 34    | 0     | 3                   | 0                   | —                  | —                  | 10                         | 0                          | —        | —        | 47    | 0     |
| VfB Stuttgart · Alemania | 2009-10       | 1.ª           | 31    | 0     | 2                   | 0                   | —                  | —                  | 10                         | 0                          | —        | —        | 43    | 0     |
| VfB Stuttgart · Alemania | Total club    | Total club    | 65    | 0     | 5                   | 0                   | 0                  | 0                  | 20                         | 0                          | 0        | 0        | 90    | 0     |
| Arsenal F. C. Inglaterra | 2010-11       | 1.ª           | 1     | 0     | 0                   | 0                   | 0                  | 0                  | 0                          | 0                          | —        | —        | 1     | 0     |
| Total carrera | Total carrera | Total carrera | 621   | 2     | 41                  | 0                   | 6                  | 0                  | 116                        | 0                          | 3        | 0        | 787   | 2     |
| (1) Incluye datos de la Copa de Alemania (1988-10), Copa Italia (1998-99) y FA Cup (2003-08). (2) Incluye datos de la Copa de la Liga de Alemania (1999-04). (3) Incluye datos de la Copa de la UEFA (1996-09) y Liga de Campeones de la UEFA (1999-10). (4) Incluye datos de la Community Shield (2003-06). |               |               |       |       |                     |                     |                    |                    |                            |                            |          |          |       |       |

## Palmarés

### Títulos nacionales
| Título           | Club              | País       | Año  |
| ---------------- | ----------------- | ---------- | ---- |
| 2. Bundesliga    | F. C. Schalke 04  | Alemania   | 1991 |
| Serie A          | A. C. Milan       | Italia     | 1999 |
| 1. Bundesliga    | Borussia Dortmund | Alemania   | 2002 |
| Premier League   | Arsenal F. C.     | Inglaterra | 2004 |
| Community Shield | Arsenal F. C.     | Inglaterra | 2004 |
| FA Cup           | Arsenal F. C.     | Inglaterra | 2005 |

### Títulos internacionales
| Título          | Club             | Sede  | Año  |
| --------------- | ---------------- | ----- | ---- |
| Copa de la UEFA | F. C. Schalke 04 | Milán | 1997 |

### Distinciones individuales
| Distinción                                                   | Año        |
| ------------------------------------------------------------ | ---------- |
| Equipo de la temporada de la Bundesliga de la revista Kicker | 1996       |
| Mejor portero de Europa                                      | 1997, 2006 |
| Mejor portero de la Premier League                           | 2004       |
| Portero del año de la UEFA                                   | 2006       |
| Equipo de las Estrellas de la Copa Mundial de Fútbol         | 2006       |

## Vida privada
Jens Lehmann y su hermano mayor Jörg crecieron en Heisingen, Essen. Después de graduarse del Bachillerato (el Abitur, es decir, el bachillerato selectivo) en 1988, estudió Economía en la Universidad de Münster desde 1992 hasta 1998 mientras continuaba su carrera futbolística. Asimismo es políglota; además de su lengua materna, habla inglés, italiano y un poco de francés.
Está casado desde octubre de 1999 con Conny Hompesch, una profesora de escuela primaria. Esta tenía un hijo, Lasse, producto de una relación anterior con el futbolista Knut Reinhardt. Lehmann adoptó al niño al casarse con Conny. La pareja luego tuvo dos hijos, Mats (nacido en julio del 2000) y Liselotta (nacida en marzo del 2006).
El primo de Jens Lehmann, Jochen Rotthaus, también oriundo de Heisingen, fue mánager del TSG 1899 Hoffenheim.

### Otras actividades
Lehmann es miembro del consejo de la Fundación de Fútbol Juvenil, Stiftung Jugendfussball, fundada en el 2000 como una iniciativa de Jürgen Klinsmann. Asimismo, Lehmann es embajador de la Fundación Power-Child Campus Sudáfrica que da apoyo a niños afectados por el VIH-SIDA, al igual que de la Fundación de Christoph Metzelder, la Fundación de Bert Trautmann, la Fundación Trautmann, la Fundación Willow del exarquero del Arsenal, Bob Wilson, y apoya la Iniciativa Antirracismo inglesa, Kick it Out.
El 25 de enero de 2010 participó en el Partido Contra la Pobreza que se jugó en beneficio de las víctimas del terremoto del 2010 en Haití; una iniciativa del Programa de Desarrollo de las Naciones Unidas, que se llevó a cabo en el Estádio da Luz del SL Benfica en Lisboa y fue organizado por Zinedine Zidane y Ronaldo.
En una producción cinematográfica Germana-Sudafricana denominada Themba, Lehmann interpreta el papel de un entrenador de fútbol, llamado Big John Jacobs, quien descubre a Themba, un joven y ambicioso futbolista que tiene que enfrentarse a la pobreza, el sida y la violencia, pero que finalmente logra ingresar a la selección de fútbol de Sudáfrica. La película está basada en una novela de Lutz van Kijk y fue presentada en el Festival de Berlín en febrero del 2010.